# Dinosauri (film)
Dinosauri (Dinosaur) è un film d'animazione del 2000 diretto da Ralph Zondag ed Eric Leighton.
Prodotto da Secret Lab (fusione di Dream Quest Images con il reparto CGI di Walt Disney Feature Animation), il film è il 39º Classico Disney, benché sia stato incluso nel canone solo nel 2008. Proiettato in anteprima negli Stati Uniti il 13 maggio 2000, il film segue un iguanodonte di nome Aladar che, con la famiglia di prolemuri che l'ha adottato, sopravvive a un devastante cataclisma conseguente all'impatto di una meteora e si mette in cerca di una nuova casa. Lungo la strada la famiglia si unisce a una mandria di dinosauri che viaggiano verso i terreni di cova, inseguiti da una coppia di carnotauri e un gruppo di velociraptor.
Mentre i personaggi di Dinosauri sono animati al computer, la maggior parte degli sfondi sono ripresi dal vivo. Alcuni di essi provengono dal Parco nazionale di Canaima in Venezuela; nel film appaiono infatti i tepui e il Salto Angel. Fu il secondo Classico Disney a includere l'animazione al computer (il primo fu Fantasia 2000). Con un budget di 127,5 milioni di dollari, fu il più costoso film dell'anno, ma ebbe un ottimo successo finanziario, incassando quasi 350 milioni nel mondo (il quinto maggior incasso del 2000), e fu apprezzato da gran parte della critica.

## Trama
Verso la fine del periodo Cretacico, una madre d'Iguanodonte è costretta ad abbandonare il suo nido  dall'attacco di un Carnotauro, che abbatte un Pachirinosauro. L'unico uovo d'iguanodonte sopravvissuto viene prima rapito da un Oviraptor; galleggiando sul fondo e sulla superficie di un fiume, viene poi preso da un Koolasuchus, ma subito lasciato andare; viene preso al volo da un Geosternbergia e infine precipita, senza conseguire danni, su di un'isola di prolemuri. Lì, l'uovo si schiude davanti a Plio, suo padre Yar e suo fratello Zini. Plio dà al cucciolo neonato il nome di Aladar e lo alleva come un figlio. Anni dopo, Aladar e i lemuri prendono parte alla stagione degli amori, dove Zini si ritrova senza compagna. Pochi istanti dopo la fine del rituale però, una meteora impatta in mare, a pochi chilometri dall'isola, causando un immane cataclisma che distrugge l'isola e gli ambienti limitrofi, lasciando Aladar, Plio, sua figlia Suri, Yar e Zini (unici sopravvissuti) a nuotare fino alla terraferma. La famiglia piange per la perdita della loro casa e dei loro amici prima di andarsene.
Mentre attraversano una landa desertica, Aladar e la sua famiglia vengono attaccati da un gruppo di Velociraptor. Subito dopo essergli sfuggiti, s'imbattono in un branco multispecie di dinosauri superstiti guidati da Kron e Bruton, in viaggio per raggiungere i "Terreni di Cova", una valle ancora intatta dove si potranno rifugiare. Aladar e la sua famiglia fanno amicizia con le anziane Eema (una Stiracosaura), Baylene (una Brachiosaura, ultima rappresentante della sua specie) e con l'Anchilosauro domestico delle due già citate, Url. Insieme migrano fino a raggiungere un lago su cui avevano fatto affidamento in viaggi passati. Anche se il lago è stato apparentemente prosciugato dalla meteora, Aladar e Baylene scoprono che l'acqua è sepolta sotto la superficie asciutta del lago, salvando il branco dalla disidratazione. Impressionata dai modi compassionevoli di Aladar, Neera, la sorella di Kron, incomincia a innamorarsi di lui. Nel frattempo, una coppia di carnotauri trova tracce del branco e comincia a seguirlo. Più tardi, durante una missione di ricerca, Bruton viene attaccato e ferito dai due predatori, quindi fugge e torna a informare Kron mettendo tutto il branco in grave pericolo. Kron ordina di accelerare il passo e fa evacuare il branco lasciando indietro Aladar, i suoi amici e Bruton, mentre i carnotauri sono alla loro ricerca.
Quella notte, mentre inizia un temporale, i ritardatari trascorrono la notte in una grotta vicina, prima di essere scoperti e attaccati dai predatori. Bruton si sacrifica per provocare una frana che uccide sé stesso e uno dei due carnotauri. Mentre il resto del gruppo fugge attraverso la grotta, il carnotauro superstite riprende la ricerca del branco. Pochi giorni dopo, quando i viaggiatori raggiungono un vicolo cieco, Aladar cerca di spostare delle rocce per farli uscire, ma il passaggio viene totalmente bloccato dalla frana che ne segue e a quel punto il giovane dinosauro perde le speranze; Baylene, però, lo rimprovera e lo convince ad andare avanti raccontandogli come ha ispirato loro a fare lo stesso. Insieme, Aladar e i suoi amici abbattono il vicolo cieco e trovano dall'altra parte i Terreni di Cova. Eema vede però una grande e ripida parete di roccia formata da una frana che ha bloccato l'ingresso originale alla valle. Sapendo che il branco morirà arrampicandosi su di essa, Aladar ritorna da solo nel deserto per cercarlo, inseguito dal carnotauro.
Aladar raggiunge il branco e suggerisce un modo più sicuro per entrare nella valle, ma Kron, furibondo, lo attacca. Neera ferma Kron poco prima che uccida Aladar e il branco lo abbandona, prendendo Aladar come nuovo leader. Mentre si prepara a partire, il branco viene messo spalle al muro dal carnotauro. Aladar sprona il branco a stare insieme per spaventare il predatore. Inizialmente è Aladar a fronteggiare da solo il carnotauro, ma di lì a poco Neera e gli altri dinosauri, incoraggiati dal gesto del loro leader, si uniscono nel coro di versi. Il carnotauro, rendendosi conto di non poterli sconfiggere insieme, indietreggia fino a un angolo, ma vede Kron da solo che sta scalando la parete e lo bracca. Kron si ritrova sul ciglio di un profondo crepaccio a poca distanza dalla cima (confermando i moniti di Aladar), e rimasto senza via di fuga, tenta di difendersi, ma viene sopraffatto dal carnotauro, che lo sbatte fatalmente contro una parete rocciosa dopo averlo azzannato con le sue potenti mascelle. Mentre si appresta a finirlo, interviene Neera a difesa del fratello, ma viene respinta e ha inizio un epico scontro tra Aladar e il predatore. Alla fine, l'iguanodonte riesce a sconfiggere il carnotauro, spingendolo sulla sporgenza, che cede sotto il peso del dinosauro, che perde l'equilibrio e muore precipitando in un burrone, mentre Aladar riesce a salvarsi e ad aggrapparsi con i suoi arti superiori. Sfortunatamente, Kron è morto per le ferite interne riportate e Aladar consola Neera. In seguito, Aladar e Neera conducono così la mandria ai Terreni di Cova e lì ne fanno la loro nuova casa. Qualche tempo dopo, nasce una nuova generazione di dinosauri, tra cui i figli di Aladar e Neera; i prolemuri trovano altri membri della loro specie (incluse diverse femmine per Zini), così tutti possono intraprendere una nuova vita insieme.

## Personaggi
- Aladar: il protagonista del film, un iguanodonte coraggioso, determinato e compassionevole che viene adottato da una famiglia di prolemure e fa in modo che anziani e deboli sopravvivano durante la migrazione del branco. È il figlio adottivo di Plio e il fratello maggiore adottivo di Suri. Innamorato della sorella di Kron, Neera, con la quale alla fine avrà dei cuccioli. Neera lo chiama scherzosamente "Tontosauro".
- Plio: una matriarca prolemure che si occupa della sua famiglia. È figlia di Yar, sorella maggiore di Zini, madre biologica di Suri e adottiva di Aladar.
- Yar: un patriarca prolemure il cui occasionale comportamento burbero e diffidente è solo una facciata che copre il suo interno più compassionevole. È il padre di Zini e Plio e il nonno di Suri.
- Zini: migliore amico e spiritosa spalla di Aladar, è anche il suo zio materno adottivo. È zio materno di Suri, fratello minore di Plio e figlio di Yar.
- Suri: sorella minore adottiva di Aladar, è figlia di Plio e nipote di Zini e Yar.
- Kron: un iguanodonte cinico e intransigente, caratterizzato da una stretta aderenza al darwinismo sociale, è il leader del branco di dinosauri sopravvissuti, nonché fratello maggiore di Neera. Crede nella sopravvivenza del più forte e diventa rivale di Aladar.
- Neera: una iguanodonte, sorella minore di Kron e con un interesse amoroso per Aladar, da cui avrà dei cuccioli.
- Bruton: un possente altirhinus spalla di Kron, inizialmente sembra essere duro e sarcastico, ma ha un ripensamento dopo essere stato abbandonato da Kron e riportato in salute da Aladar e dai suoi amici. Muore (sacrificandosi) schiacciato da una frana assieme al primo Carnotauro.
- Baylene: un'anziana, delicata e gentile femmina di brachiosauro, ultima della sua specie.
- Eema: un'avvizzita, anziana e lenta femmina di stiracosauro.
- Url: un anchilosauro muto e giocherellone che si comporta più come un cane anche se conserva il carattere vero e proprio di un dinosauro. Eema lo tratta come un animale domestico.
- Carnotauri: antagonisti principali del film. Sono una coppia di esemplari temibili, spaventosi e muti. Uccidono le loro prede con i loro potenti morsi. Si riconosce il maschio dalla femmina in quanto leggermente più grosso. All'inizio uno dei due attacca la mandria di cui fa parte la madre di Aladar, causando involontariamente la sua dispersione dal mondo dei dinosauri. In seguito i due, sopravvissuti alla meteora, iniziano a seguire il branco. Faranno entrambi una brutta fine: il primo (la femmina) verrà schiacciato da una frana assieme a Bruton e il secondo (il maschio), dopo aver ucciso Kron verrà sconfitto cadendo giù da un burrone durante una lotta contro Aladar e Neera.
- Velociraptor: antagonisti di supporto del film. Infestano una zona montuosa nel mezzo del deserto. All'inizio attaccheranno Aladar, che riuscirà a fuggire. In seguito inizieranno a seguire il branco in attesa di qualche morto di fatica e di conseguenza di qualche preda. L'arrivo della coppia di Carnotauri, però, li allontanerà.

## Produzione
Il film fu originariamente concepito da Paul Verhoeven e Phil Tippett nel 1988 come un film d'animazione a passo uno. Il film avrebbe avuto come protagonista uno stiracosauro e come antagonista un tirannosauro, e avrebbe dovuto essere molto più cupo e violento, terminando con l'estinzione di massa del Cretaceo-Paleocene e quindi la morte di tutti i personaggi. La Disney accantonò però l'idea con l'inizio del Rinascimento Disney, fino al 1994.
Il film inizialmente era stato previsto privo di dialoghi, in parte per differenziarlo da Alla ricerca della Valle Incantata con cui condivide delle somiglianze nella trama. Michael Eisner insistette sul fatto che il film dovesse avere dialoghi al fine di renderlo più commerciale. George Scribner era stato inizialmente incaricato di dirigerlo, ma dopo averci lavorato per due anni abbandonò il progetto per unirsi alla Walt Disney Imagineering; tuttavia la storia rimase più o meno la stessa dopo il suo abbandono.
I personaggi del film furono realizzati in animazione al computer basandosi su dei modelli tridimensionali in creta; i dinosauri vennero resi fisicamente credibili studiando muscoli e pelle degli alligatori. I versi di dinosauri e lemuri furono ottenuti registrando quelli di veri animali, modificandoli e mescolandoli. I versi dei carnotauri provengono da ruggiti e ringhi dei leopardi, mentre quello dei lemuri è un miscuglio di quelli di scimmie cappuccine, volpi e pinguini. Il verso dei velociraptor fu invece ottenuto registrando il ringhio del chihuahua di uno dei membri della troupe.
Gli sfondi furono invece filmati principalmente dal vivo, combinando località diverse non solo nella stessa scena, ma anche nella stessa inquadratura in modo da creare un mondo preistorico. Quelli della prima sequenza, ad esempio, provengono da Florida, Venezuela, Australia e Hawaii. Altre scene furono invece girate in California, Giordania e Samoa. Per poter girare le scene in modo realistico, i realizzatori costruirono al computer un "quaderno di lavoro" in 3D per simulare come le scene sarebbero apparse a lavoro finito. Fu inoltre costruita una macchina da presa speciale chiamata "dino-camera" per simulare il punto di vista di un dinosauro alto quindici metri.

## Colonna sonora
La colonna sonora del film fu composta da James Newton Howard. La cantautrice pop Kate Bush scrisse e registrò una canzone per il film, ma, a causa di complicazioni, essa non fu inclusa nella colonna sonora. Tuttavia, le versioni asiatiche ed europee del film includono canzoni appositamente registrate: in Asia Something Only Love Can Do del cantante cinese Jacky Cheung, mentre nei paesi europei non anglofoni Can Somebody Tell Me Who I Am della band tedesca Orange Blue.

### Album
L'album della colonna sonora, prodotto da James Newton Howard e Jim Weidman, fu pubblicato il 5 maggio 2000 dalla Walt Disney Records. La versione tedesca presenta Can Somebody Tell Me Who I Am come seconda traccia, in aggiunta a quelle incluse nella versione originale.

#### Tracce
1. Inner Sanctum/The Nesting Grounds – 2:57
2. The Egg Travels – 2:43
3. Aladar & Neera – 3:29
4. The Courtship – 4:13
5. The End of Our Island – 4:00
6. They're All Gone – 2:08
7. Raptors/Stand Together – 5:37
8. Across the Desert – 2:25
9. Finding Water – 4:14
10. The Cave – 3:40
11. The Carnotaur Attack – 3:52
12. Neera Rescues the Orphans – 1:13
13. Breakout – 2:43
14. It Comes with a Pool – 3:01
15. Kron & Aladar Fight – 2:58
16. Epilogue – 2:32

Durata totale: 51:45

## Distribuzione

### Data di uscita
Le date di uscita internazionali sono state:
- 19 maggio 2000 a Malta e negli Stati Uniti
- 15 giugno in Argentina (Dinosaurio), Australia, Bahrein, Svizzera, Cile, Repubblica Ceca, Germania (Dinosaurier), Georgia, Hong Kong, Croazia (Dinosaur), Ungheria (Dínó), Repubblica di Macedonia, Messico (Dinosaurio), Malaysia, Paesi Bassi, Nuova Zelanda, Perù, Filippine, Porto Rico, Portogallo (Dinossauro), Serbia (Dinosaurusi), Russia (Динозавр), Singapore, Slovacchia, Thailandia e Ucraina
- 20 giugno in Indonesia
- 29 giugno in Israele
- 30 giugno in Brasile (Dinossauro)
- 15 luglio in Corea del Sud
- 30 luglio in Albania, Canada, Spagna (Dinosaurio), Giamaica, Pakistan, Taiwan e Venezuela (Dinosaurio)
- 14 ottobre nel Regno Unito
- 20 ottobre in Irlanda
- 27 ottobre in India
- 1º novembre in Belgio (Dinosaure)
- 15 novembre in Francia (Dinosaure)
- 17 novembre in Danimarca (Dinosaurerne), Finlandia (Dinosaurus), Norvegia e Svezia (Dinousaurier)
- 24 novembre in Grecia (Deinosavros), Islanda e Polonia (Dinozaur)
- 1º dicembre in Italia
- 7 dicembre in Slovenia
- 8 dicembre in Estonia
- 9 dicembre in Giappone
- 19 gennaio 2001 in Turchia (Dinozor)
- 31 gennaio in Egitto e Kuwait
- 7 aprile in Emirati Arabi Uniti

### Edizione italiana
Il doppiaggio italiano fu eseguito dalla DEA 5 e diretto da Silvia Monelli su dialoghi di Ruggero Busetti.

### Edizioni home video
Il film fu distribuito in VHS e DVD in America del Nord il 31 gennaio 2001. Furono pubblicate due edizioni DVD, una monodisco e una "Collector's Edition" a due dischi. L'edizione monodisco presenta il film sia nel formato originale sia in 4:3 pan and scan, e include come extra quattro brevi dietro le quinte, la Dinopedia con fatti divertenti sui dinosauri e due giochi interattivi; la "Collector's Edition" presenta invece il film unicamente in 16:9 e include numerosi extra sulla produzione (tra cui due commenti audio), tre easter egg e i due giochi già presenti nell'edizione monodisco.
In Italia il film fu distribuito in VHS e DVD (esclusivamente in edizione monodisco) il 22 marzo 2001. Il DVD presenta il film esclusivamente nel formato originale, e include come extra gli stessi dietro le quinte del DVD monodisco nordamericano, mentre la Dinopedia e i giochi sono sostituiti da un breve video promozionale italiano e dal video musicale della canzone "Can Somebody Tell Me Who I Am?"
L'edizione Blu-ray Disc uscì il 19 settembre 2006 in America del Nord e il 28 marzo 2007 in Italia. Come extra sono inclusi solo il cortometraggio naturalistico di Louie Schwartzberg Origini (senza alcuna attinenza col film), una selezione di tre scene del film per mostrare la tecnologia del BD e il dietro le quinte Effetti speciali: La nube gigantesca.

## Accoglienza

### Incassi
Il film esordì al primo posto negli incassi del primo fine settimana, incassando 38.854.851 dollari da 3.257 cinema, con una media di 11.929 dollari per cinema battendo Battaglia per la Terra. L'incasso totale in patria fu di 137.748.063 dollari, che coprirono il budget di 127 milioni. Il film incassò inoltre 212.074.702 dollari nel resto del mondo, per un totale di 349.822.765 dollari.

### Critica
Sul sito di recensioni Rotten Tomatoes il film ha una percentuale di recensioni positive del 65% basata su 122 recensioni, con il consenso "Anche se la trama di Dinosauri è generica e scontata, la sua splendida animazione al computer e gli sfondi dettagliati valgono la pena per dargli un'occhiata." Su Metacritic ha invece una valutazione di 56, con 15 recensioni positive, 12 miste e 5 negative. Il critico Roger Ebert diede alla pellicola tre stelle su quattro, lodando gli effetti visivi definendoli "straordinari", ma criticando la decisione di far parlare gli animali, dicendo che "li rende meno realistici".

## Riconoscimenti
- 2001 - Saturn Award
  - candidatura come miglior film fantasy
  - candidatura per la miglior colonna sonora a James Newton Howard

- 2000 - Bogey Award
  - Bogey Award in Argento

- 2001 - Critics' Choice Award
  - candidatura come miglior film d'animazione

- 2001 - Satellite Award
  - Miglior suono
  - candidatura come miglior film d'animazione o a tecnica mista

- 2000 - Las Vegas Film Critics Society Award
  - candidatura alla miglior gioventù nei film a Hayden Panettiere

- 2001 - Phoenix Film Critics Society Award
  - candidatura come miglior film d'animazione
  - candidatura come miglior film per la famiglia